# Bab Boujloud
Bab Boujloud (in arabo, باب بوجلود) è una porta cittadina di accesso alla medina di Fès, in Marocco, eretta nel XII secolo. Da tale ingresso, si raggiunge il quartiere omonimo e la madrasa Bou Inania.

## Descrizione
La porta è composta, in parte, da piastrelle di colore verde e blu. È formata, inoltre, da pannelli in legno di cedro e da stucchi. La porta è stata oggetto di un intervento di restauro nel 1912.